# Jakow Kłoczko
Jakow Nikołajewicz Kłoczko, ros. Яков Николаевич Клочко (ur. w 1874 r., zm. w 1940 r. w Brześciu nad Bugiem) – rosyjski pedagog.

## Życiorys
Ukończył seminarium nauczycielskie w Świsłoczy. Od 1902 r. był nauczycielem w szkole parafialnej w Brześciu. Następnie uczył w miejscowym gimnazjum męskim. Otrzymał tytuł asesora tytularnego. Podczas I wojny światowej wyjechał do Moskwy. Po rewolucji bolszewickiej 1917 r. powrócił do Brześcia. Po utworzeniu II Rzeczypospolitej został nauczycielem w szkole w Zabłudowie. Następnie uczył śpiewu i gimnastyki w gimnazjum rosyjskim w Brześciu. Jednocześnie założył, po czym kierował chórem szkolnym, który podczas różnych świąt występował w miejscowych cerkwiach i na wieczorkach kulturalnych. Był też organistą w jednej z cerkwi. Grał na skrzypcach.